# Fédération mondiale du jeu de dames
La Fédération mondiale du jeu de dames (FMJD) è la federazione sportiva internazionale, membro di SportAccord, che governa lo sport della dama.

## Presidenti
1. 1947: J. H. Willems,  Paesi Bassi
2. 1968: Beppino Rizzi,  Italia
3. 1975: Huib van de Vreugde,  Paesi Bassi
4. 1978: Piet Roozenburg,  Paesi Bassi
5. 1980: Wim Jurg,  Paesi Bassi
6. 1984: Vadim Bairamov,  Unione Sovietica
7. 1985: Piet Roozenburg,  Paesi Bassi (interim)
8. 1986: Piet Roozenburg,  Paesi Bassi
9. 1990: Vadim Bairamov,  Unione Sovietica
10. 1991: Chr. H. ten Haaf,  Paesi Bassi
11. 1992: Gaetano Mazzilli,  Italia (interim)
12. 1992: Wouter van Beek,  Paesi Bassi
13. 2003: Ivan Shovkoplias,  Ucraina
14. 2005: Vladimir Ptitsyn,  Russia
15. 2009: Harry Otten,  Paesi Bassi
16. 2017: Janek Mäggi,  Estonia
17. 2021: Jacek Pawlicki,  Polonia